# Agenția Națională pentru Protecția Mediului
Agenția Națională pentru Protecția Mediului (ANPM) este instituția de specialitate a administrației publice centrale cu competențe în implementarea politicilor și legislației din domeniul protecției mediului. Ea se află în subordinea Ministerului Mediului (MM).
ANPM a fost înființată în anul 2004 într-o perioadă de reforme instituționale majore în domeniul protecției mediului
și reorganizată în baza Hotărârii de Guvern nr.459/2005. Cu această ocazie, Agențiile Regionale de Protecția Mediului (ARPM) au trecut din subordinea Ministerului Apelor și Protecției Mediului (actualul MM) în subordinea ANPM.

## Misiune
ANPM este menita sa acționeze pentru a asigura populației un mediu sănătos în armonie cu dezvoltarea economică și cu progresul social al României. Misiunea ANPM este de a asigura un mediu mai bun în România pentru generațiile prezente și viitoare și realizarea unor îmbunătățiri majore și continue ale calității aerului, solului și apelor.
Atribuțiile ANPM sunt următoarele:
- planificarea strategică de mediu;
- monitorizarea factorilor de mediu;
- autorizarea activităților cu impact asupra mediului;
- implementarea legislației și politicilor de mediu la nivel național, regional și local;
- raportările către Agenția Europeană de Mediu, pe următoarele domenii: calitatea aerului, schimbări climatice, arii protejate, contaminarea solului, apă.

În acest scop ANPM trebuie:
- să asigure suportul tehnic pentru fundamentarea actelor cu caracter normativ, a strategiilor și politicilor sectoriale de mediu armonizate cu acquis-ul comunitar și bazate pe conceptul de dezvoltare durabilă;
- să implementeze legislația din domeniul protecției mediului;
- să coordoneze activitățile de implementare a strategiilor și politicilor de mediu la nivel național, regional și local;
- să asigure reprezentarea în domeniul protecției mediului în relațiile interne și externe, conform mandatului acordat de către MMDD;
- să asigure autorizarea activitățile cu impact potențial asupra mediului și asigurarea conformării cu prevederile legale;
- să asigure funcționarea laboratoarelor naționale de referință pentru aer, deșeuri, zgomot si vibrații, precum și pentru radioactivitate;
- să coordoneze realizarea planurilor de acțiune sectoriale și a planului național de acțiune pentru protecția mediului.

## Organizare
ANPM are în subordine opt Agenții Regionale de Protecția Mediului (ARPM), corespunzătoare celor opt regiuni de dezvoltare ale României și 42 de Agenții Locale de Protecția Mediului, ca agenții județene.
Cele opt Agenții Regionale de Protecția Mediului sunt:
- Regiunea 1 – ARPM Nord - Est Arhivat în 9 octombrie 2008, la Wayback Machine., cu sediul la Bacău
- Regiunea 2 – ARPM Sud - Est Arhivat în 5 decembrie 2006, la Wayback Machine., cu sediul la Galați
- Regiunea 3 – ARPM Sud - Muntenia Arhivat în 14 septembrie 2008, la Wayback Machine., cu sediul la Pitești
- Regiunea 4 – ARPM Sud - Vest Oltenia Arhivat în 14 septembrie 2008, la Wayback Machine., cu sediul la Craiova
- Regiunea 5 – ARPM Vest Arhivat în 6 aprilie 2006, la Wayback Machine., cu sediul la Timișoara
- Regiunea 6 – ARPM Nord - Vest, cu sediul la Cluj-Napoca
- Regiunea 7 – ARPM Centru Arhivat în 15 septembrie 2008, la Wayback Machine., cu sediul la Sibiu
- Regiunea 8 – ARPM București - Ilfov Arhivat în 19 decembrie 2008, la Wayback Machine., cu sediul la București

Agenția Națională pentru Protecția Mediului este condusă de un președinte cu rang de secretar de stat, ajutat de un vicepreședinte cu rang de subsecretar de stat.

## Președinții ANPM
- Nagy Iosif: ? - 29 august 2011[5]
- Abos Gabriel: 29 august 2011 - 23 mai 2012[5][6]
- Mihail Fâcă (PSD): 23 mai 2012 - 12 noiembrie 2013? [6][7][8]
- Viorel Toma (ALDE)- 02.03. 2017-14.07.2020
- Eugen Ioan Cozma (PNL): 23 august 2020 - 15 martie 2021
- Florin George Gârbacea (USRPLUS): 15 martie 2021 - 14 septembrie 2021
- Eugen Ioan Cozma: 14 septembrie 2021 - februarie 2022
- Lorand Fulop (UDMR): 18 februarie 2022 - 19 decembrie 2022
- Laurențiu Alexandru Păștinaru: 19 decembrie 2022 - prezent